# Moon Music
Moon Music (vollständiger Titel: Music of the Spheres Vol. II: Moon Music) ist das zehnte Studioalbum der britischen Rockband Coldplay, das im Oktober 2024 erschien.

## Entstehung und Veröffentlichung
Die Erstveröffentlichung von Moon Music erfolgte am 4. Oktober 2024 bei Parlophone. Das Album erschien in seiner Originalausführung als CD (Katalognummer: 502173227880) und LP (Katalognummer: 5021732278883) sowie zum Download und Streaming (Katalognummer: 5021732410535) mit zehn Titeln. Erstmals angekündigt wurde das Album am 17. Juni 2024. Am 16. August 2024 folgte die Präsentation der Titelliste.
Geschrieben wurden die Lieder alle gemeinsam von den Coldplay-Mitgliedern Guy Berryman, Jonny Buckland, Will Champion und Chris Martin, zusammen mit weiteren wechselnden Koautoren. Die Produktion erfolgte größtenteils durch Karl Sandberg (Max Martin), weitere Produzenten waren namhafte Musiker wie Jon Hopkins oder das Produzentenduo The Chainsmokers (bestehend aus Alex Pall und Andrew Taggart). Das Album wurde teilweise im Punta Paloma Studio in Tarifa, Spanien, aufgenommen. Coldplay verbrachten zwei Wochen im Büro – zwischen Juli und August 2024 – und nutzten es als „Operationsbasis“, während sie ihre Konzerte in Rom, Düsseldorf und Helsinki spielten.

## Hintergrund
Nach der Veröffentlichung des neunten Studioalbums Music of the Spheres von Coldplay wurde mehrmals der Untertitel „Vol. I: From Earth with Love“ erwähnt, was auf einen Nachfolger des Albums in den folgenden Jahren hindeutete. Im Januar 2023 verriet Frontmann Martin in einem Gespräch mit CityNews über die Music of the Spheres World Tour den Titel des nächsten Albums und erklärte, dass es sich in der Endphase befinde und der zweite Band von Music of the Spheres sein werde.

## Artwork
Das Frontcover zeigt eine Mondbogenaufnahme, die der argentinische Fotograf Matías Alonso Revelli im Jahr 2020 gemacht hat. Das Team von Coldplay setzte sich direkt mit ihm in Verbindung, um das Bild zu verwenden, und obwohl er weitere Optionen anbot, blieb die Band schließlich bei ihrer ursprünglichen Wahl. Der Rest des Pakets wurde von der langjährigen Mitarbeiterin Pilar Zeta entworfen. Die CD-Versionen von Moon Music wurden zu 90 % aus recyceltem Polycarbonat hergestellt, während jede Schallplatte aus neun recycelten PET-Plastikflaschen besteht. Beide Produkte waren die ersten ihrer Art, die aus Nach-Gebrauchs-Abfallströmen gewonnen wurden. Variety berichtet, dass durch diese Maßnahme die Herstellung von mehr als 30 Tonnen Neuplastik über alle Formate hinweg vermieden wurde.

## Inhalt
Auf die Frage nach der Bedeutung des Titels erklärte Chris Martin: „Es geht darum, all die verschiedenen Phasen [des Lebens] zu akzeptieren“ und „dein Licht zu leuchten, ohne eine Gegenleistung zu verlangen“ Moon Music wird allgemein als Pop-Rock-Album mit Einflüssen aus Funk, Afrobeat und elektronischer Musik beschrieben.
| Nr.          | Titel                                                  | Autor(en)                                                                                               |                                                                                          | Länge |
| ------------ | ------------------------------------------------------ | --- | ---------------------------------------------------------------------------------------- | ----- |
| 1.           | Moon Music (mit Jon Hopkins)                           | Coldplay Hopkins                                                                                        | Bill Rahko • Dan Green • Hopkins Max Martin                                              | 4:36  |
| 2.           | Feelslikeimfallinginlove                               | Coldplay • Hopkins • Max Martin • Oscar Holter • Apple Martin • Tim Rutili                              | Rahko • Green • Max Martin • Michael Ilbert • Holter                                     | 3:56  |
| 3.           | We Pray (mit Little Simz, Burna Boy, Elyanna und Tini) | Coldplay • Simbiatu Ajikawo • Shawn Carter • Elian Marjieh • Max Martin • Damini OguluIlya              | Rahko • Green • Ilya • Max Martin • Ilbert                                               | 3:53  |
| 4.           | Jupiter                                                | Coldplay • Max Martin • Salmanzadeh • Jacob Collier • Olivia Waithe • Moses Martin • Orlando le Fleming | Rahko • Green • Ilya • Max Martin • Ilbert • Stargate                                    | 4:00  |
| 5.           | Good Feelings (mit Ayra Starr)                         | Coldplay • Oyinkansola Aderibigbe • Alex Pall • Andrew Taggart • Nile Rodgers                           | Rahko • Green • Max Martin • Ilbert • Holterthe • Chainsmokers • Hopkins • Tate McDowell | 3:37  |
| 6.           | Alien Hits / Alien Radio                               | Coldplay • Hopkins • Devin Powers • Maya Angelou • Kaori Muraji                                         | Rahko • Green • Hopkins • Max Martin • Ilbert                                            | 6:09  |
| 7.           | IAAM                                                   | Coldplay • Holter • Max Martin                                                                          | Rahko • Green • Max Martin • Ilbert • Holter • Hopkins                                   | 3:03  |
| 8.           | Aeterna                                                | Coldplay • Louis Cole • Green • Hopkins • José Velazquez                                                | Rahko • Green • Hopkins • Max Martin • Ilbert • BabeTruth                                | 4:13  |
| 9.           | All My Love                                            | Coldplay • Moses Martin                                                                                 | Rahko • Green • Ilya • Max Martin • Ilbert Holter                                        | 3:42  |
| 10.          | One World                                              | Coldplay • Denise Carite • Brian Eno • Shaneka Hamilton • A. Martin • John Metcalfe • Rahko             | Rahko • Green • Max Martin • Ilbert                                                      | 6:47  |
| Gesamtlänge: | Gesamtlänge:                                           | Gesamtlänge:                                                                                            | Gesamtlänge:                                                                             | 43:57 |

## Singleauskopplungen
Die Leadsingle Feelslikeimfallinginlove wurde am 21. Juni 2024 veröffentlicht, dessen Musikvideo im Odeon des Herodes Atticus in Athen, Griechenland, gedreht wurde. Nach Schätzungen regionaler Medien hatten die Dreharbeiten ein Budget von drei Millionen Euro und gehörten damit zu den teuersten aller Zeiten. Die zweite Single We Pray, an der Little Simz, Burna Boy, Elyanna und Tini mitgewirkt haben, wurde am 23. August veröffentlicht. Obwohl es sich nicht um eine Single handelt, wurde „IAAM“ am 27. September im Rahmen der EA Sports FC 25 als besondere Premiere vorgestellt. Die dritte und letzte Single, All My Love, wurde am 3. Oktober mit einem Lyrikvideo veröffentlicht. Chris Martin erklärte, dass dies die letzte Single der Coldplay-Karriere sein würde. Das offizielle Musikvideo mit dem US-amerikanischen Schauspieler Dick Van Dyke in der Hauptrolle wurde am 6. Dezember als Director’s Cut veröffentlicht, gefolgt von einer kürzeren Version am 13. Dezember. Spike Jonze und Mary Wigmore drehten das Filmmaterial.
Singles in den Charts

| Jahr | Titel                          | Höchstplatzierung, Gesamtwochen, AuszeichnungChartplatzierungen (Jahr, Titel, , Platzierungen, Wochen, Auszeichnungen, Anmerkungen) | Höchstplatzierung, Gesamtwochen, AuszeichnungChartplatzierungen (Jahr, Titel, , Platzierungen, Wochen, Auszeichnungen, Anmerkungen) | Höchstplatzierung, Gesamtwochen, AuszeichnungChartplatzierungen (Jahr, Titel, , Platzierungen, Wochen, Auszeichnungen, Anmerkungen) | Höchstplatzierung, Gesamtwochen, AuszeichnungChartplatzierungen (Jahr, Titel, , Platzierungen, Wochen, Auszeichnungen, Anmerkungen) | Höchstplatzierung, Gesamtwochen, AuszeichnungChartplatzierungen (Jahr, Titel, , Platzierungen, Wochen, Auszeichnungen, Anmerkungen) | Anmerkungen                                                                                            |
| Jahr | Titel                          | DE | AT | CH | UK | US | Anmerkungen                                                                                            |
| ---- | ------------------------------ | --- | --- | --- | --- | --- | --- |
| 2024 | Feels Like I’m Falling in Love | DE31 (17 Wo.)DE | AT3 Gold · (13 Wo.)AT | CH19 Gold · (18 Wo.)CH | UK16 Gold · (19 Wo.)UK | US81 (1 Wo.)US | Erstveröffentlichung: 21. Juni 2024 Verkäufe: + 670.000                                                |
| 2024 | We Pray                        | DE40 (37 Wo.)DE | AT28 Gold · (8 Wo.)AT | CH22 (19 Wo.)CH | UK20 Silber · (10 Wo.)UK | US87 (1 Wo.)US | Erstveröffentlichung: 23. August 2024 Verkäufe: + 450.000 feat. Burna Boy, Elyanna, Little Simz & Tini |
| 2024 | All My Love                    | — | — | CH49 (1 Wo.)CH | UK43 (2 Wo.)UK | — | Erstveröffentlichung: 3. Oktober 2024                                                                  |

## Rezeption

### Nachwirkungen
Mark Savage von der BBC meinte, dass Coldplay mit der Music of the Spheres World Tour (2022–25) und den recycelten physischen Kopien von Moon Music „an der Spitze der Bewegung stehen, die Rockmusik nachhaltiger zu machen“. Jordan Bassett vom Spin stimmte dem zu und kommentierte, dass die Band die Nachfrage nach umweltfreundlichen Vinyls ankurbelt und dazu beiträgt, dass diese weit verbreitet werden. Craig Evans von Blood Records bezeichnete das Projekt als „monumental“.
Später erhielt Coldplay bei den Clio Awards 2025 einen Goldpreis für Moon Music und sein auf Nachhaltigkeit ausgerichtetes Design. Ihre Zuhörveranstaltung im Valle de la Luna in San Juan führte zu dreifachen Besuchen in der Region.
Danni Scott von Metro schrieb, dass Coldplay mit A Film for the Future „Musikvideos für ein modernes Zeitalter neu erfinden“, da sie ihr traditionelles Format mit Album-Visualisierern zu einem Konzertfilm verwischt haben. Sie erwähnte auch, dass die Band der visuellen Darstellung in der Musikindustrie wieder mehr Aufmerksamkeit schenken könnte und schlussfolgerte, dass „im Zeitalter der gebratenen Aufmerksamkeitsspannen [das Projekt] ein unglaublich kluger Schachzug ist, da es genug zu tun hat und sich ständig verändert, um dich zu beschäftigen“.

### Rezensionen
El Mundo, Los Angeles Times, Vulture, und To Vima zählten das Album zu den meist erwarteten des Jahres.
Bei Metacritic hat das Album eine durchschnittliche Punktzahl von 58/100 auf der Grundlage von 13 Kritiken, was „gemischte oder durchschnittliche Kritiken“ bedeutet.

## Kommerzieller Erfolg

### Chartplatzierungen
Moon Music avancierte zum Nummer-eins-Erfolg in 16 Ländern, darunter auch im Vereinigten Königreich, wo es das zehnte Nummer-eins-Album der Band ist. Nach den Beatles, den Rolling Stones, U2, ABBA und Queen waren sie die sechste Band in der Geschichte, die 10 Nummer-eins-Alben erreichte.
| ChartsChartplatzierungen       | Höchstplatzierung | Wochen |
| ------------------------------ | ----------------- | ------ |
| Deutschland (GfK)              | 1 (20 Wo.)        | 20     |
| Österreich (Ö3)                | 1 (15 Wo.)        | 15     |
| Schweiz (IFPI)                 | 1 (16 Wo.)        | 16     |
| Vereinigte Staaten (Billboard) | 1 (3 Wo.)         | 3      |
| Vereinigtes Königreich (OCC)   | 1 (16 Wo.)        | 16     |

| ChartsJahrescharts (2024)    | Platzierung |
| ---------------------------- | ----------- |
| Deutschland (GfK)            | 28          |
| Österreich (Ö3)              | 6           |
| Schweiz (IFPI)               | 4           |
| Vereinigtes Königreich (OCC) | 9           |

### Auszeichnungen für Musikverkäufe
Den Schallplattenauszeichnungen zufolge verkaufte sich das Album über 395.000 Mal. Die Music Week berichtete, dass das Album die meistverkaufte CD des Jahres 2024 im Vereinigten Königreich gewesen sei. Medium übergreifend verkaufte es sich dort alleine in der ersten Verkaufswoche über 236.796 Mal. Das Album war auch das erfolgreichste Debüt eines britischen Künstlers seit Adeles 30 (2021).
| Land/Region                  | Auszeichnungen für Musikverkäufe (Land/Region, Auszeichnung, Verkäufe) | Verkäufe |
| ---------------------------- | ---------------------------------------------------------------------- | -------- |
| Frankreich (SNEP)            | Gold                                                                   | 50.000   |
| Italien (FIMI)               | Gold                                                                   | 25.000   |
| Spanien (Promusicae)         | Gold                                                                   | 20.000   |
| Vereinigtes Königreich (BPI) | Platin                                                                 | 300.000  |
| Insgesamt                    | 3× Gold · 1× Platin ·                                                  | 395.000  |

Hauptartikel: Coldplay/Auszeichnungen für Musikverkäufe